# 吉士粉
吉士粉（英語：Custard Powder），又稱蛋粉、卡士达粉，是一种食品香料粉，呈淡黄色粉末状，具有浓郁的奶香味和果香味，易溶化，是由膨鬆劑、稳定剂、食用香精、食用色素、奶粉、淀粉和其他食品添加劑组合而成。把吉士粉和水混合，即成卡士达酱。

## 種類
常见的吉士粉有奶味吉士粉，普通吉士粉，即溶吉士粉等。其中即溶吉士粉是一种常用香料粉，通常用于麵包、西点表面装饰或内部配馅和夹心，可在冷水中直接溶解使用，是一种即用即食型的馅料配料。传统的吉士粉需要加水后加热到60℃-70℃，再冷却後使用。

## 使用
吉士粉可用于制作卡士达酱、奶黄馅、起司蛋糕及其他各种软、香、滑的冷热甜点之中（如蛋糕、蛋卷、包馅、面包、水果馅饼、夹饼、布甸、挞类等糕点中）。
后来香港厨师開始用于中式烹调。在糊浆中加入吉士粉能产生鲜黄色；並能使其更松脆和使制品定形：在膨松类的糊浆中加入吉士粉，经炸制后制品松脆而不软瘪；在勾芡加入吉士粉，能产生粘滑性，具有良好的勾芡效果且芡汁透明度好。

## 备注
1. ↑  .   [2006-11-22]. （原始内容存档于2016-04-10）.